# Peter Makolies

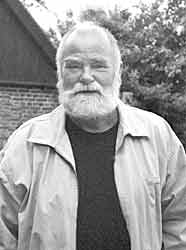
Peter Makolies (2003)

Peter Makolies (* 21. November 1936 in Königsberg (Preußen)) ist ein deutscher Bildhauer.

## Leben und Ausbildung
Peter Makolies wurde in Königsberg geboren und wuchs in Wölfis in Thüringen auf. Von 1951 bis 1953 nahm er ersten Unterricht im Aktzeichnen bei Carl Michel. 1953 begann er eine Steinmetz- und Steinbildhauerlehre in der Dresdner Zwingerbauhütte, die er 1956 abschloss. 1955 hatte er parallel dazu Zeichenkurse bei Jürgen Böttcher, genannt Strawalde, an der Volkshochschule in Dresden besucht. Seine Mitschüler und Freunde waren Winfried Dierske, Peter Graf, Peter Herrmann und A. R. Penck. Zusammen bildeten sie die Künstlergruppe Erste Phalanx Nedserd. Makolies, Graf und Herrmann wurden 1961 in Jürgen Böttchers später verbotenem Kurzdokumentarfilm Drei von vielen porträtiert.
Seit 1958 entstanden eigene Arbeiten als Bildhauer, im Jahr 1964 legte er die Meisterprüfung als Steinbildhauer ab. Seit 1966 ist Makolies freiberuflich als Bildhauer tätig. Mit seiner bildhauerischen Arbeit ist Makolies auch in der Denkmalpflege tätig. Reisen nach Italien (1984) und China (1985) hatten Einfluss auf sein Schaffen.
Makolies hatte im In- und im Ausland eine bedeutende Zahl von Einzelausstellungen und Ausstellungsbeteiligungen, u. a. von 1977 bis 1988 an der VIII. bis X. Kunstausstellung der DDR in Dresden.
Zusammen mit seinem Sohn, dem Künstler Robert Makolies, nebst Partnerinnen gehört er der Herrenhaus Gönnsdorf GbR an, die im Jahr 2005 das Herrenhaus des ehemals königlichen Ritterguts im Dresdner Stadtteil Gönnsdorf erwarb und als Wohnhaus mit Atelier im Nebengebäude sanierte.

## Darstellung Makolies’ in der bildenden Kunst
- Peter Graf: Bildnis Peter Makolies (1962, Kohlezeichnung, 17,4 × 15,6 cm; Kupferstichkabinett Dresden, Inv.- Nr. C 1965-44)[3]

## Museen und öffentliche Sammlungen mit Werken Makolies’ (unvollständig)
- Chemnitz: Kunstsammlungen am Theaterplatz[4]
- Dresden: Skulpturensammlung[5]
- Dresden: Kunstgewerbemuseum[5]
- Dresden: Sächsischer Kunstfonds[5]
- Frankfurt/Oder: Brandenburgisches Landesmuseum für moderne Kunst
- Halle (Saale): Kunstmuseum Moritzburg
- Magdeburg: Kunstmuseum Kloster Unser Lieben Frauen

## Werke (Auswahl)

### Bildhauerei

#### Dresden

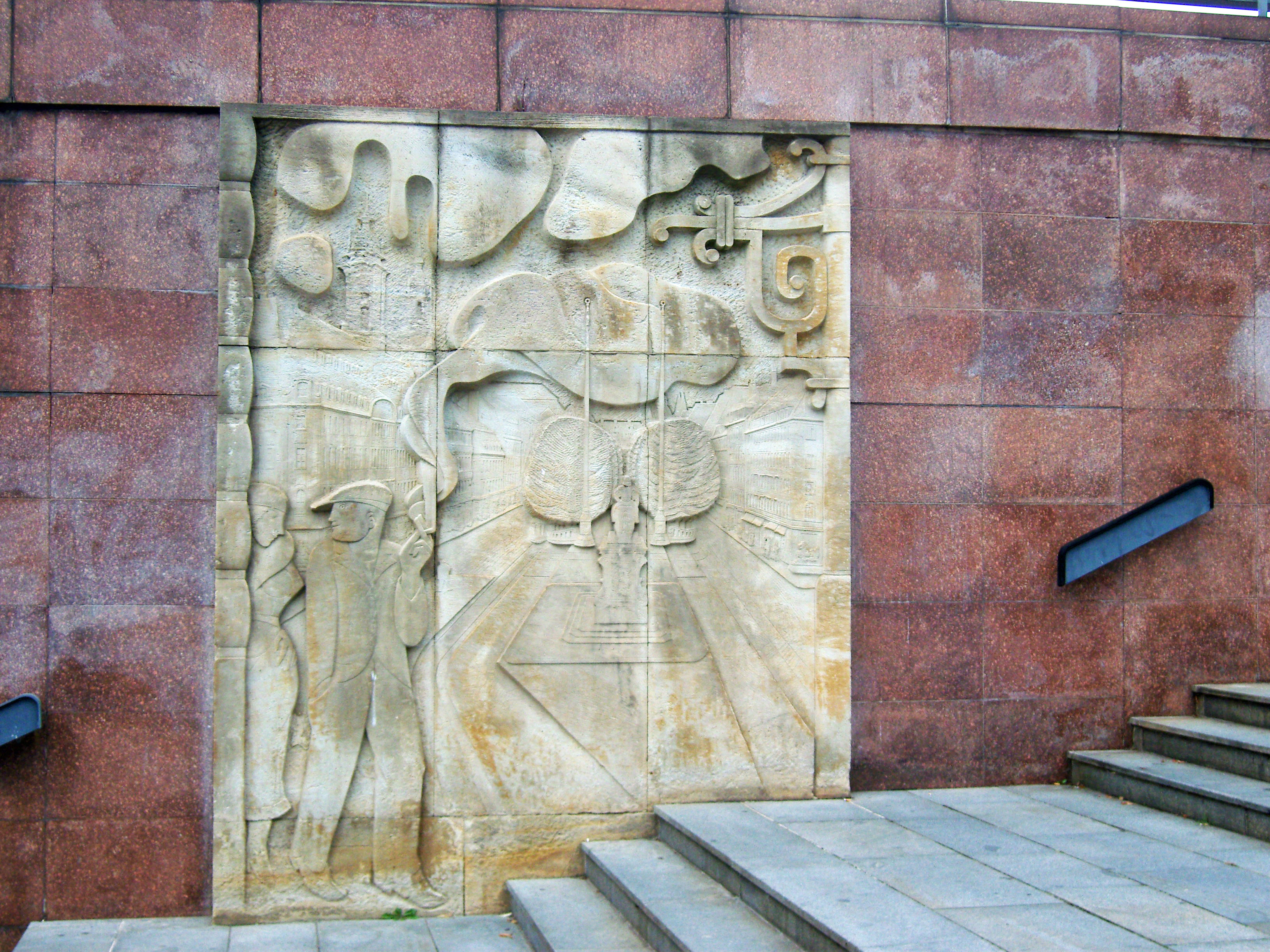
Relief in der Dresdner Neustadt
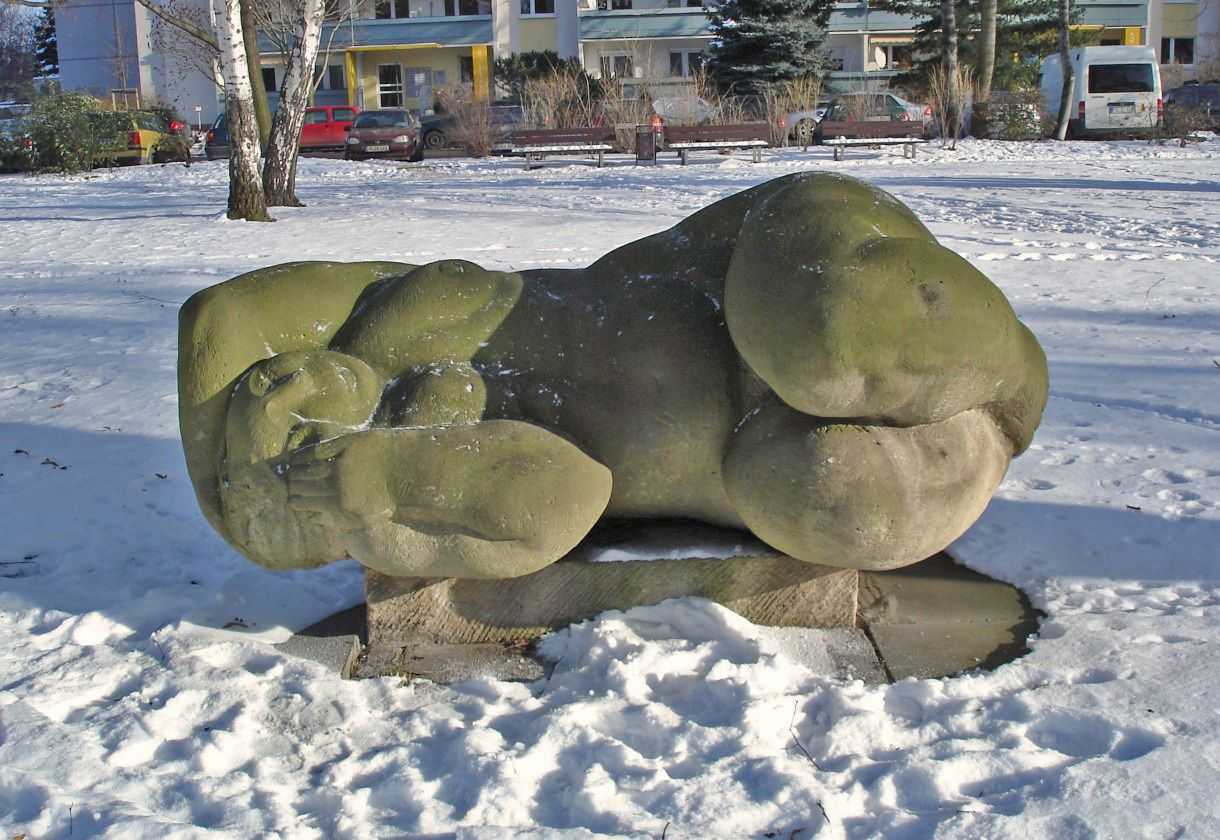
Die große Liegende
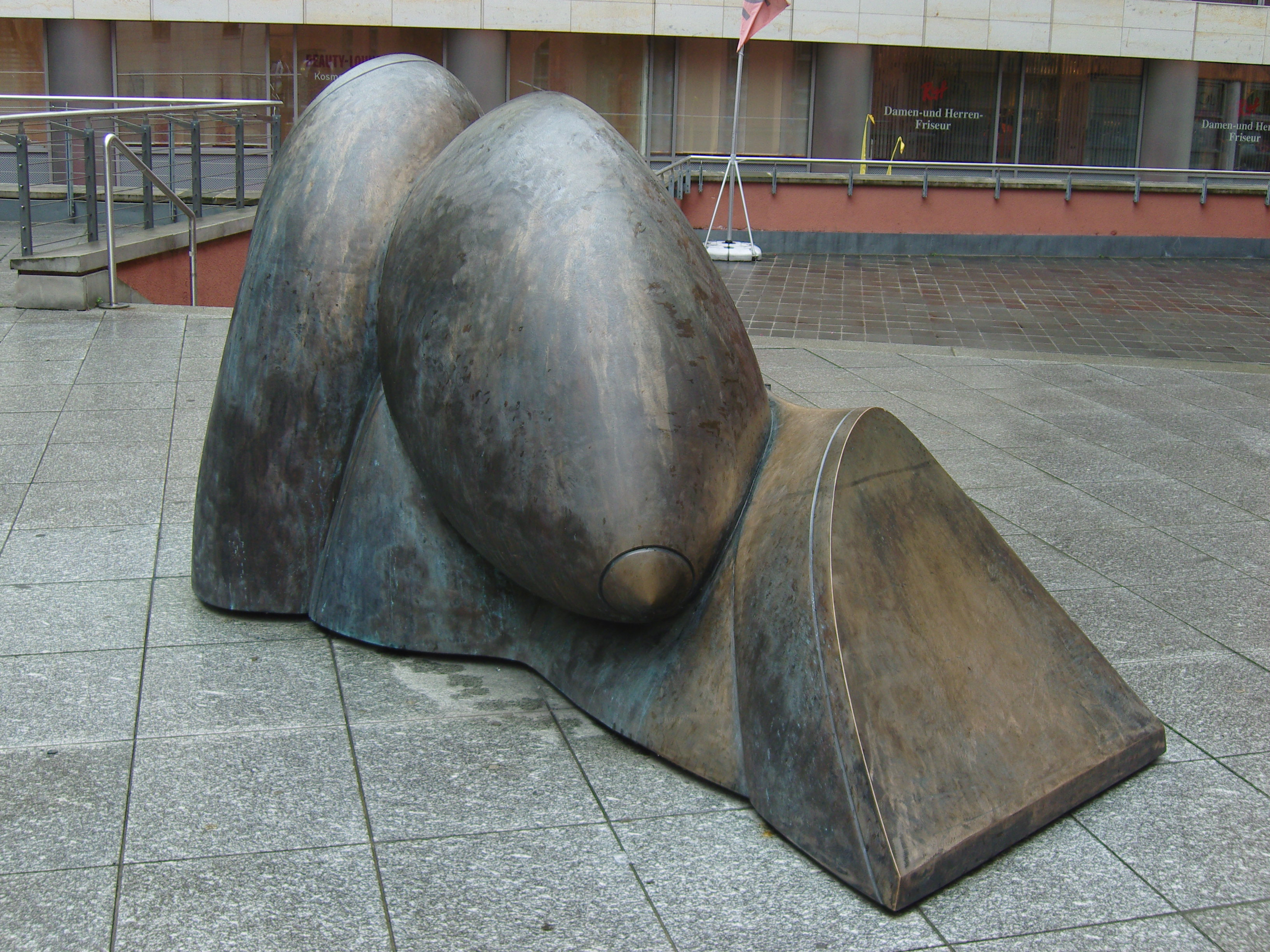
Granate
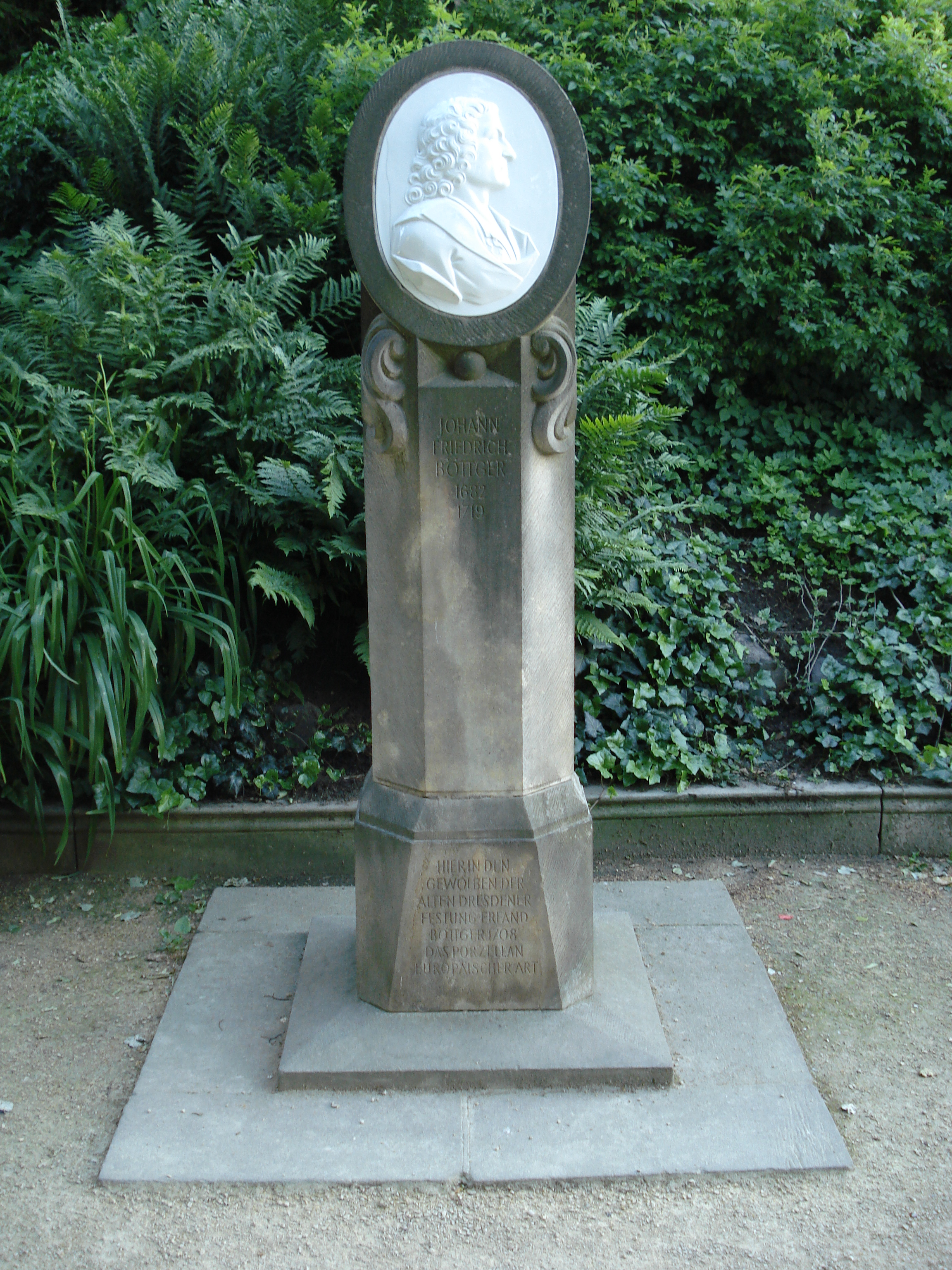
Böttgerstele
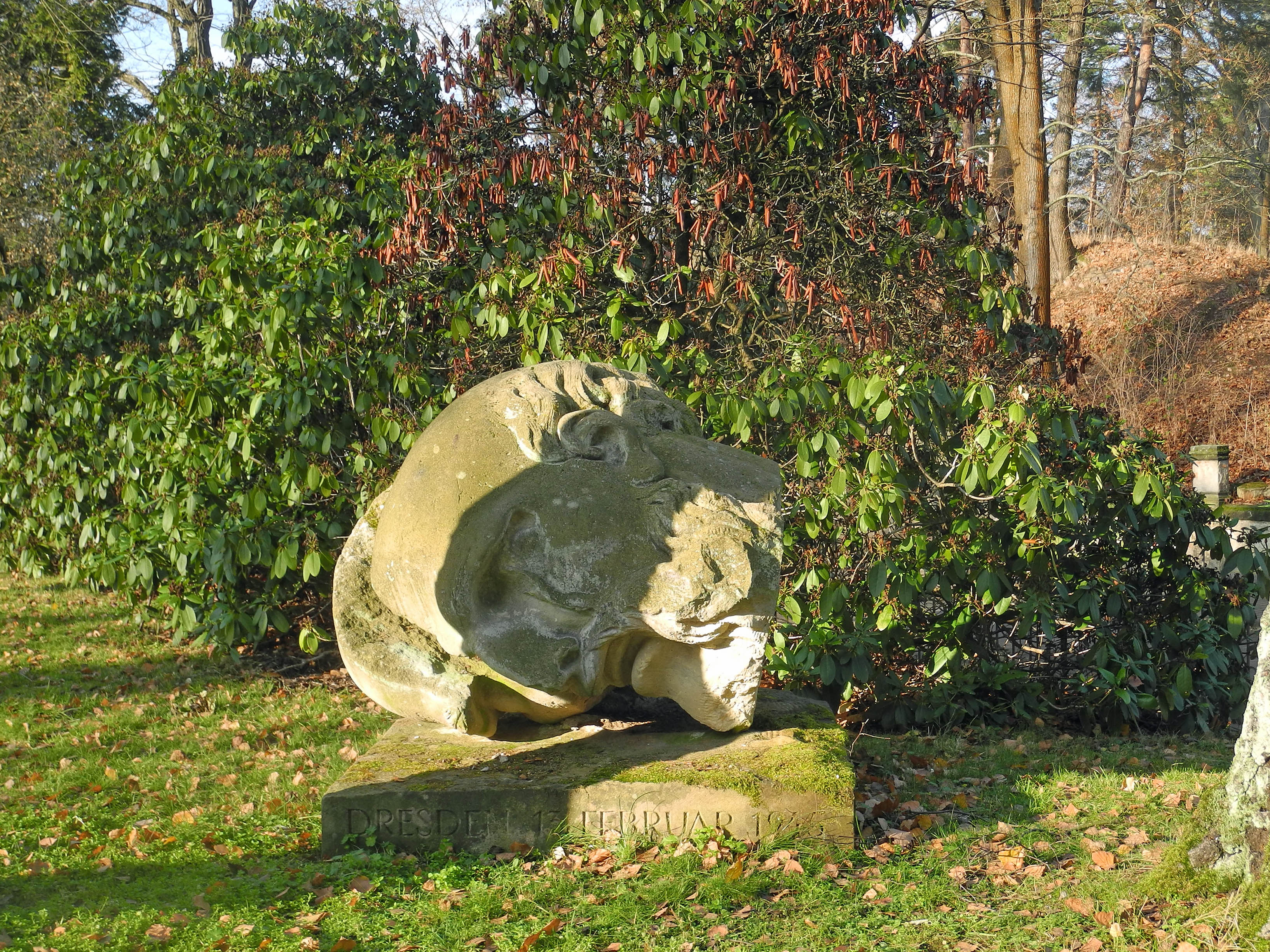
Der Gespaltene Kopf

In der Denkmalpflege bearbeitete Makolies unter anderem 1993/1994 die Hoffassade des Dresdner Kulturrathauses in der Königstraße. Zu seinen Werken gehören hier die vier 2,25 Meter hohen Sandsteinfiguren.
Am Eingang des Fußgängertunnels in der Inneren Neustadt ist ein von Makolies geschaffenes Relief zur Dresdner Geschichte angebracht. Es wurde 1978/1979 angefertigt und zeigt den Neustädter Markt und die Hauptstraße vor 1945. Daneben sind thematisch zugehörige Reliefs von Egmar Ponndorf, Dietrich Nitzsche und Vinzenz Wanitschke zu sehen.
Anlässlich des 30. Jahrestages der Zerstörung Dresdens am 13. Februar 1945 gestaltete er die Skulptur Der Gespaltene Kopf (Sandstein, 1975). Sie soll an den zerstörten Kopf einer Heiligenfigur an der Katholischen Hofkirche in Dresden, den hl. Felix von Cantalice, erinnern. Sie befindet sich jetzt im Garten der Kirche St. Hubertus in Dresden-Weißer Hirsch.
Für die Außenfassade des Funktionsbaus der Semperoper, der als Probebühne, Funktionsgebäude und Sitz der Verwaltung genutzt wird, schuf Makolies vier Sandsteinmasken. Diese entstanden von 1982 bis 1984 und haben eine Größe von 2,7 mal 5,2 Meter.
An der Ostseite der Sachsenallee am Sachsenplatz befindet sich auf der Grünfläche eine von ihm geschaffene überlebensgroße Sandsteinplastik – Die große Liegende.
Zwischen Ferdinandsplatz und Prager Straße steht Makolies’ Bronzeplastik, eine Granate, die 1998 in Rabenau von den Gebrüdern Ihle gegossen wurde.
Das wohl bekannteste Werk Makolies’ in Dresden ist die 1982 geschaffene „Böttgerstele“ auf der Brühlschen Terrasse. Dabei handelt es sich um eine 190 Zentimeter hohe Sandsteinstele mit einem aus Meißner Porzellan gefertigten Medaillon, das Johann Friedrich Böttger zeigt, einen der europäischen Erfinder des Porzellans. Die Stele erinnert an Böttger, der in der darunter liegenden Festung gefangen gehalten wurde, um Gold herzustellen.
Für die Loschwitzer Kirche schuf Makolies im Zuge des Wiederaufbaus von 1994 bis 1995 den Taufstein und das Lesepult. Von Makolies stammt zudem der Grabstein für den Künstler Hermann Glöckner auf dem Loschwitzer Friedhof. Das weiße, schlanke Grabmal zeigt ausschließlich ein großes, eingraviertes „G“ als Signum des Künstlers und beinhaltet keine weiteren Hinweise auf den Verstorbenen.

#### Frankfurt (Oder)
In Frankfurt (Oder) wurde im ehemaligen „Lienaupark“ die Sandsteinskulptur Die Große Sitzende am 18. März 1977 aufgestellt. Dargestellt ist eine sitzende nackte Frau. Ihre Beine sind angewinkelt und sie stützt ihren linken Arm auf das linke Bein ab. Die rechte Hand findet auf dem Sockel der Figur Halt. Der Dokumentarfilm Im Lohmgrund von Jürgen Böttcher zeigt die Entstehungsgeschichte dieser Figur.

#### Rostock
In Rostock steht seit dem Jahr 2000 die Plastik Bücherturm. Die Steinskulptur aus bulgarischem Kalksandstein hat die Maße 168 × 70 × 46 Zentimeter. Ursprünglich hieß die 1985 geschaffene Skulptur Lesen und Studieren.

#### Leipzig
- Weiße Terrakotten zieren den Lichthof A in der Passage Specks Hof in Leipzig.
- 1988 Denkmal für jüdische Bürger in Leipzig, Parthenstraße

#### Gera
In Gera steht ein doppelköpfiger überlebensgroßer Mädchenkopf. Die 1983 geschaffene Skulptur zeigt ein antikes und ein zeitgenössisches Mädchengesicht.
Seit 2016 nimmt auch Makolies’ Skulptur Kunst und Kultur nach sechzehnjähriger Unterbrechung ihren Platz vor dem Geraer Kultur- und Kongresszentrum wieder ein.

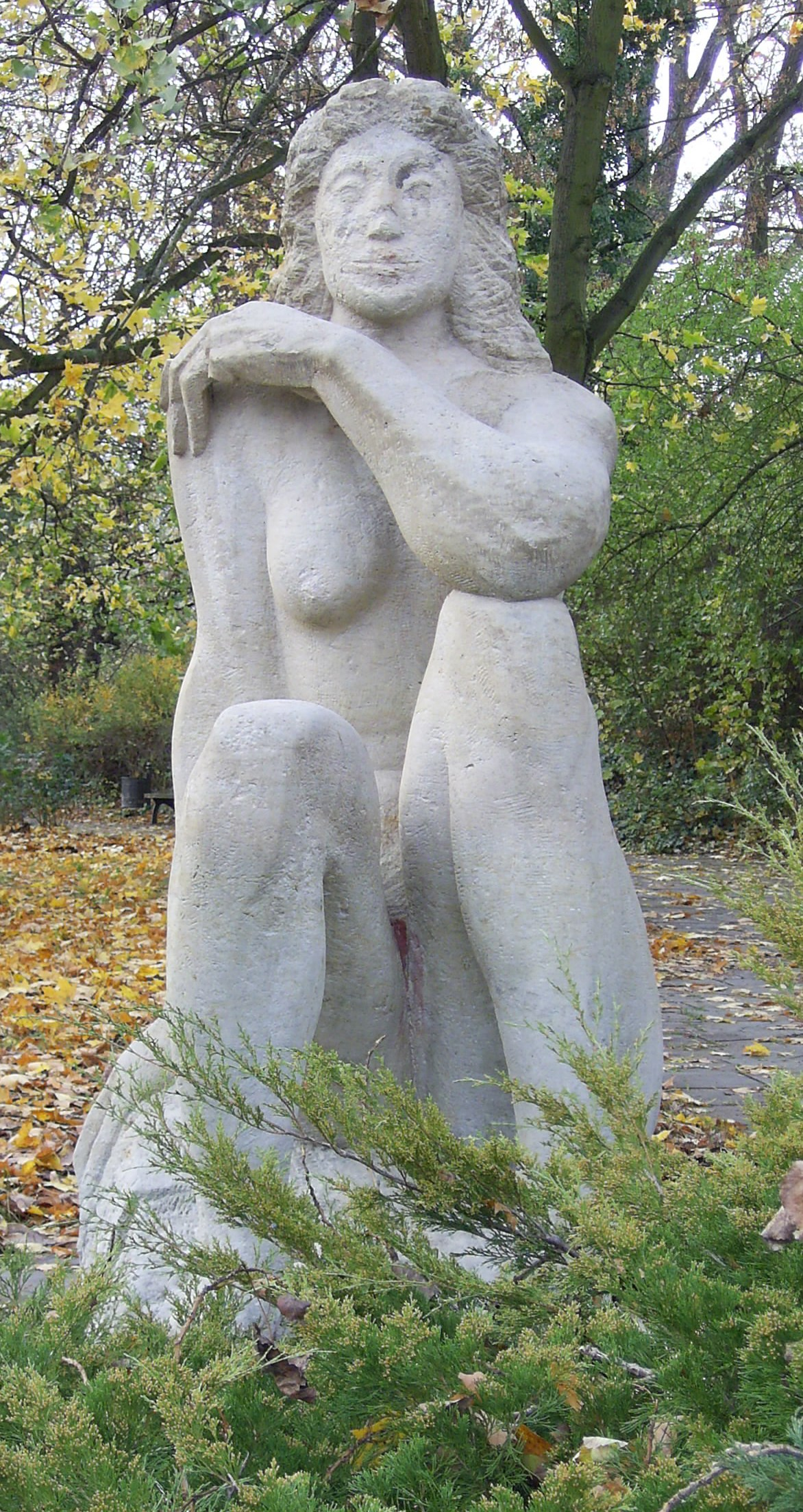
Große Sitzende in Frankfurt
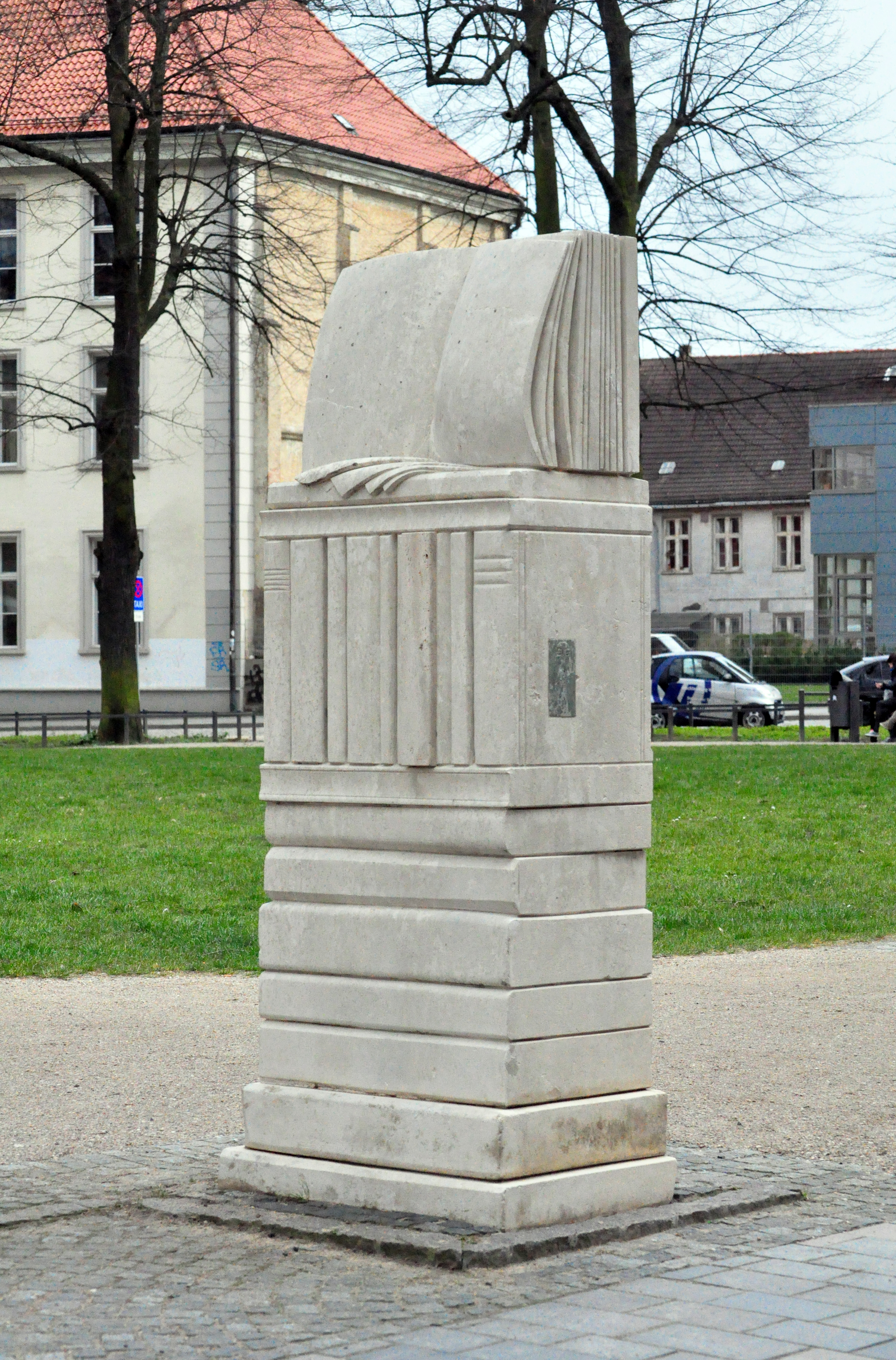
Bücherturm in Rostock
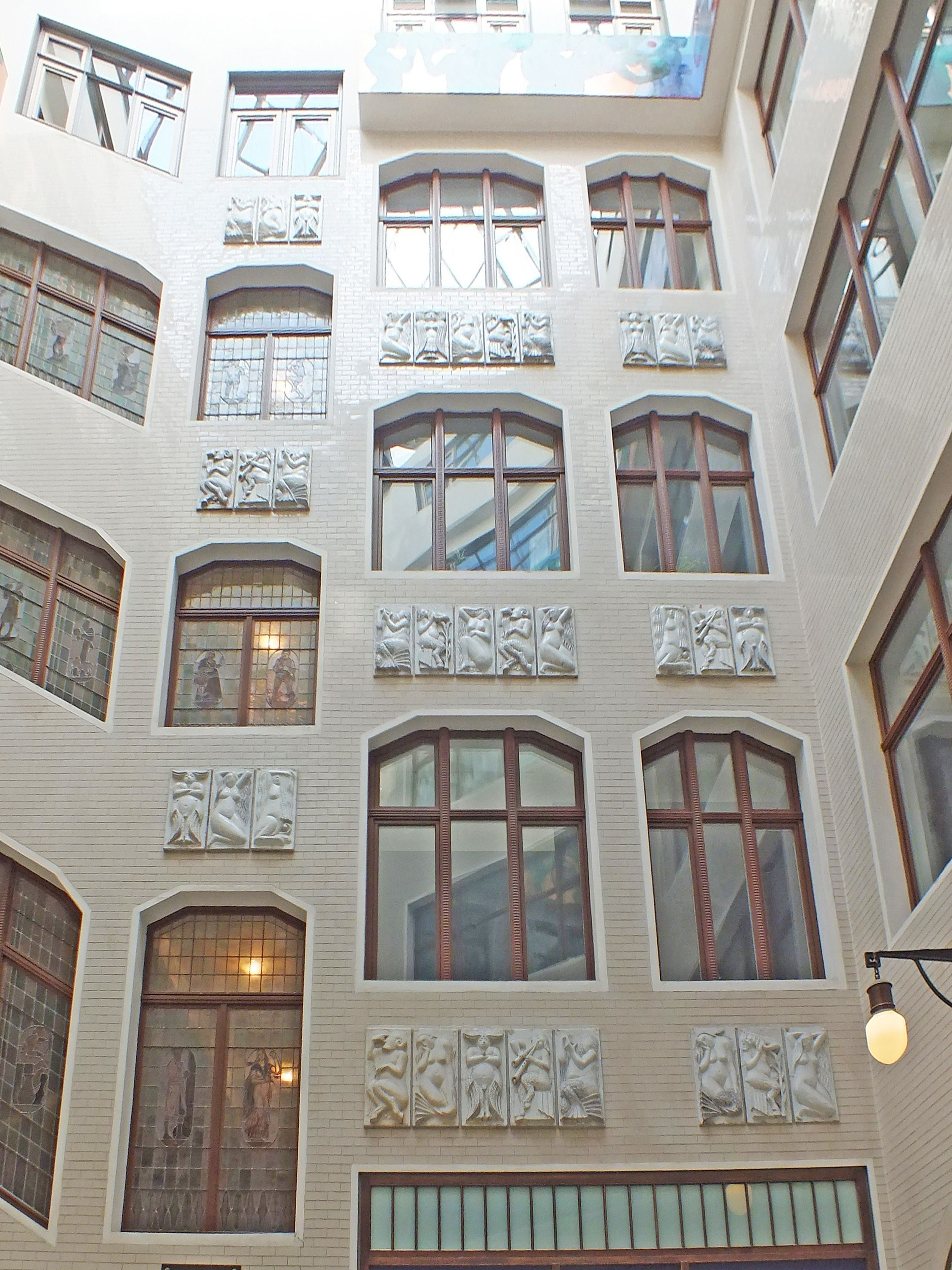
Terrakotten in Leipzig
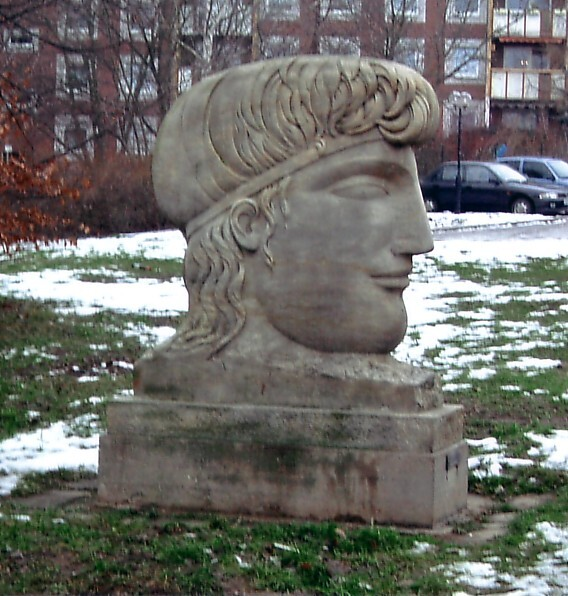
Doppelrelief in Gera
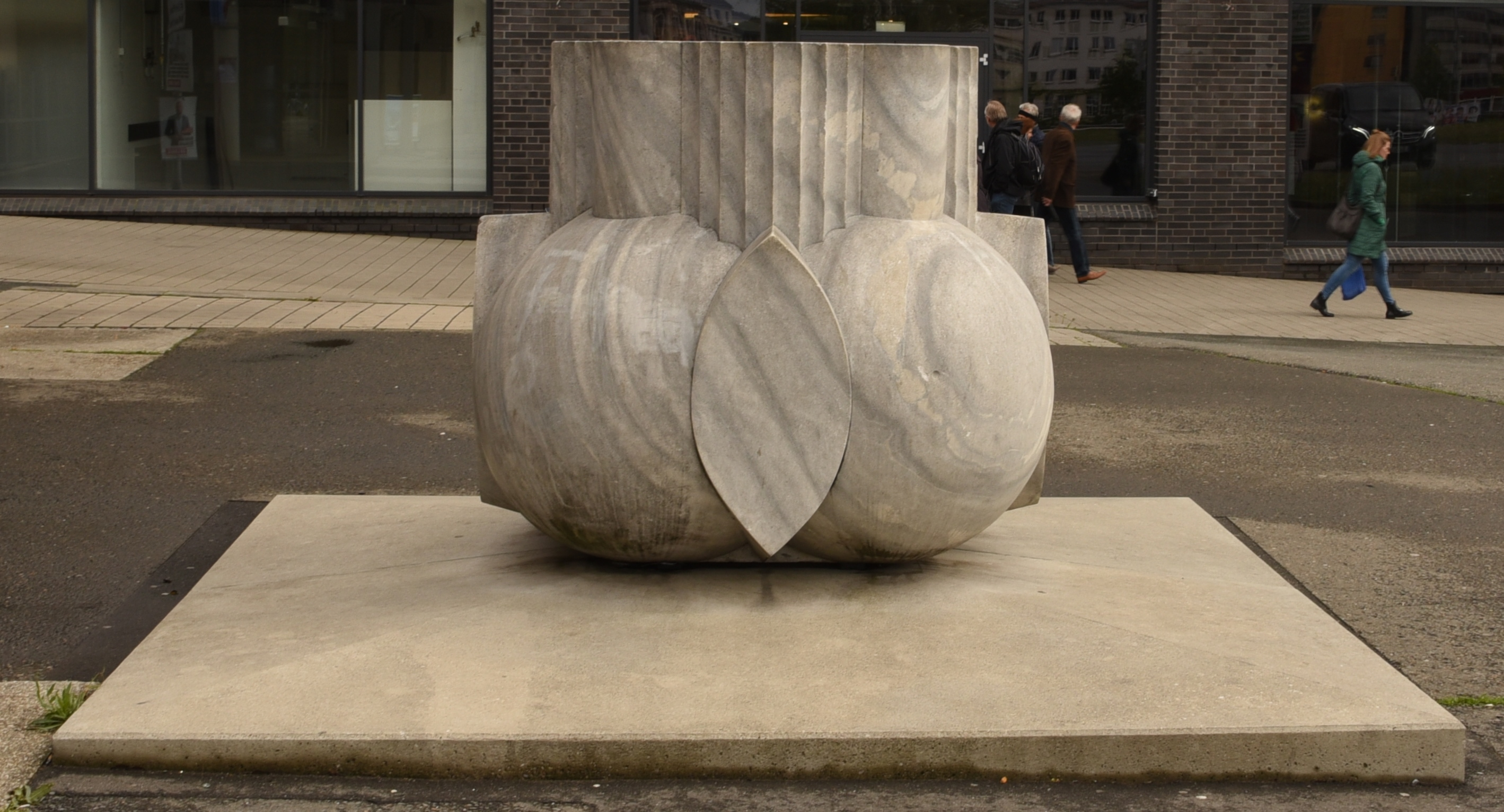
Kunst und Kultur in Gera

### Malerei
- Junge Frau (1958, Öl, 25 × 20 cm)[8]
- Arbeitsbesprechung mit Selbstbildnis (1961, Öl, 40 × 55 cm)